# Reinhard Seehafer

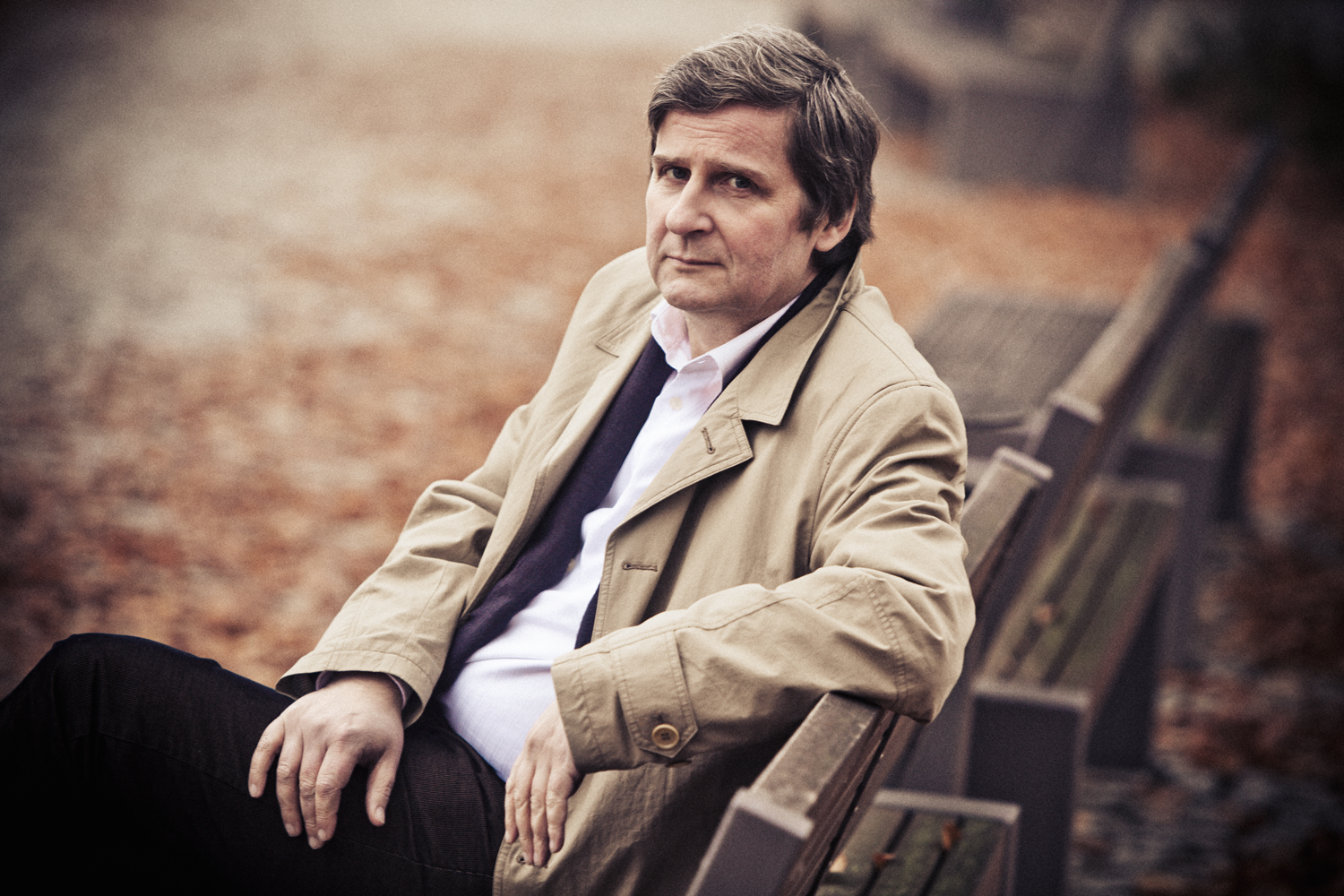
Reinhard Seehafer

Reinhard Seehafer (* 6. September 1958 in Magdeburg) ist ein deutscher Dirigent, Komponist, Pianist und Intendant.

## Leben
Im Alter von fünf Jahren erhielt Reinhard Seehafer ersten Klavierunterricht. Ab da komponierte er kleine Klavierwerke, Kammermusik, Lieder und trat 1965 erstmals als Pianist in Magdeburg auf. 1970 war er 1. Preisträger beim Beethoven-Klavierwettbewerb Magdeburg und dem Improvisationswettbewerb in Weimar. 1975 erkannte der Leipziger Generalmusikdirektor Rolf Reuter das Talent des jungen Pianisten und Komponisten und unterrichtete ihn in seiner Dirigentenklasse an der Hochschule für Musik und Theater „Felix Mendelssohn Bartholdy“ Leipzig neben Georg Christoph Biller und Claus Peter Flor.
Von 1976 bis 1982 studierte Reinhard Seehafer bei Rolf Reuter und Kurt Masur. Später folgten Studien bei Otmar Suitner und Leonard Bernstein. 1982 erregte er mit dem Dirigat von Giacomo Puccinis Madame Butterfly an der Komischen Oper Berlin großes Aufsehen und wurde sofort an das Haus verpflichtet und blieb dort bis 1989. Daneben hatte er Gastverpflichtungen als Dirigent an der Oper Leipzig, Deutsches Nationaltheater Weimar, dem Opernhaus Chemnitz und der Staatsoper Dresden. Dabei arbeitete er mit den Regisseuren und Choreographen Harry Kupfer, Joachim Herz und Tom Schilling (Choreograf). Von 1985 bis zu seiner Auflösung durch die DDR-Staatsführung vor dem Hintergrund der Oppositionsbewegung während der gefälschten Kommunalwahlen im Mai 1989, war er Chefdirigent des Orchesters der Musikhochschulen der DDR (FDJ-Sinfonieorchester). Von 1989 bis 1995 war er Generalmusikdirektor am Gerhart-Hauptmann-Theater Görlitz-Zittau.
1991 gründete Reinhard Seehafer zusammen mit dem Intendanten des Görlitzer Musiktheaters Wolf-Dieter Ludwig (1928–2007) das länderübergreifende Kulturprojekt EUROPERA, dessen musikalischer Leiter und Chefdirigent er bis 1998 war. Neben Orchesterkonzerten wurden Theaterproduktionen mit den Opernhäusern in Wrocław, Liberec und Prag realisiert. 1996 gründete er die Europa Philharmonie, deren Chefdirigent er bis 2013 war. Von 1994 bis 2000 war Reinhard Seehafer Chefdirigent des Landesjugendorchester Sachsen und von 2000 bis 2006 übernahm er die Position des Künstlerischen Leiters der Internationalen Sommermusikakademie Schloss Hundisburg. Seit 2014 ist er Intendant der Altmark Festspiele in Sachsen-Anhalt.
Reinhard Seehafer gastierte bei der Dresdner Philharmonie, Gewandhausorchester Leipzig, Staatskapelle Weimar, Staatskapelle Dresden, Robert-Schumann Philharmonie, Brandenburgisches Staatsorchester Frankfurt, Rundfunk-Sinfonieorchester Berlin, Konzerthausorchester Berlin, Arthur Rubinstein Philharmonie Lodz, Borusan Istanbul Philharmonic Orchestra, PKF-Prague Philharmonia, Janáček Philharmonic Orchestra, dem National Orchestra of Bolschoi Theater Minsk, Orquesta Sinfónica Nacional de Colombia, Belgrad Philharmonic Orchestra, Jerusalem Symphony Orchestra, Israel Sinfonietta, Orchestra sinfonica di Roma, Amazonas Philharmonic Manaus, Orchestra dell'Arena di Verona, Orchestra Sinfonica Siciliana, Sofia Philharmonic Orchestra, Philharmonia Moments Musicaux Taipei, Hermitage Orchestra St. Petersburg, Orquesta Sinfónica del Estado de México, Lviv International Symphony Orchestra, Armenian National Philharmonic Orchestra, Podlachische Oper und Philharmonie sowie in China, den VAE, den USA und Japan.
Als Pianist verfügt Seehafer über ein großes Kammermusikrepertoire und trat aber auch sehr oft international als Solist und Liedbegleiter in Erscheinung. So war er u. a. Kammermusik-Partner von Solisten der Berliner Opernhäuser, der Semperoper Dresden, des Gewandhausquartettes Leipzig, dem Berliner Bläserquintett, dem Tanztheater der Komischen Oper Berlin. Zumeist im Ausland leitet Seehafer auch Masterclasses für Klavier und Kammermusik. Er fungierte ebenfalls als Juror bei verschiedenen Wettbewerben wie „Jugend musiziert“ und beim Internationalen Deutscher Pianistenpreis in Frankfurt/Main.
In seinem kompositorischen Schaffen widmet sich Reinhard Seehafer unterschiedlichen Genres und Stilen. Neben der Kammermusik und Oper nehmen große sinfonische Werke eine zentrale Position in seiner Tätigkeit als Komponist ein. Uraufführungen seiner Werke fanden u. a. in Italien, China, Südafrika, Armenien und den USA statt. Seit 2015 leitet er als Dozent die neu gegründete Komponistenklasse Altmark.
Reinhard Seehafer hat zwei Töchter aus erster Ehe mit der Solo-Harfenistin des Gewandhausorchesters Cornelia Smaczny und lebt in zweiter Ehe mit der Sängerin und Kulturmanagerin Carmen Seehafer zusammen, mit der er einen Sohn und eine Tochter hat.

## Werke (Auswahl)
- Trio für Klavier, Violine und Violoncello op. 3 Six Variations sur un theme des trouveres (1999); UA 11. September 2004, New York (USA)
- Parable op. 25 nach Lessings Nathan der Weise für Sopran, Alt, Bass und Orchester (2002); UA 6. September 2002, Peking (China)
- Die Wüste hat zwölf Ding op. 15 Meditation nach Worten der Mechthild von Magdeburg (2002); UA 11. Juli 2003, Magdeburg
- Concert for Cello and Orchestra op. 23 (2003); UA 9. August, 2003 Schloss Hundisburg
- Sinfonie Nr.1 op. 26 für Sprecher, Chor und Orchester (2003 rev. 2021)
- Oper „Hochzeit an der Elbe“ (2004); Libretto: Julia Melcher; UA konzertant, 7. August 2004, Torgau
- Mermerus und Pheres op. 2 Musik für Oboe und Klavier (1976 rev. 2021)
- Amadeus-Fantasy op. 28 (2005); UA 11. März 2006, Latina (Italien)
- Jahreszeiten-Elfchen op. 50 Zyklus für Kinderchor, Flöte, Klavier und Kontrabass (2005 rev. 2020)
- Land of Enchantment op. 29 Cinema Ouverture for Orchestra (2006); UA 31. März 2007, Las Cruces (USA)
- Dafne op. 49 Rekonstruktion der ersten deutschen Oper von Heinrich Schütz und Martin Opitz(2007); UA 6. September 2008, Torgau
- BachTrium op. 30 (2007); UA 7. Februar 2008, Paarl (Südafrika)
- Mondviole op. 46 Concert Poem nach Israel Phalleen für Viola, Bariton und Orchester (2007 rev. 2020)
- Leaving Saturn op. 69 Zyklus für Schauspieler und Klavier (2008 rev. 2020)
- Esther Bearbeitung der biblischen Oper von Joseph Messner (2008); UA 28. Mai 2011, Schwaz (Österreich)
- Unused Rooms ... silence op. 44 Musik für Blechbläser (2009)
- Konzert für 2 Klaviere zu acht Händen und Orchester op. 57 Ludus quadruplus ad honorem Henning Kagermann (2009); UA 3. Mai 2009, Walldorf/Baden
- Sinfonisches Konzert für Violine, Violoncello und Orchester op. 58 (2009 rev. 2020); UA der Fassung für Violine, Tuba und Orchester 22. Januar 2011, Heidelberg
- Roots op. 70 Sinfonische Parabel für großes Orchester zum 70. Geburtstag von Dietmar Hopp (2009); UA 26. April 2010, Walldorf/Baden
- Klavier-Quintett op. 62 (2011); UA 21. Oktober 2011, New York (USA)[4]
- Klaviersonate Nr. 3 op. 60 Campane di Verona (2012); UA 15. Februar 2013, Eilenburg
- moshemil op. 63 Konzert für Flöte, Violoncello und Streichorchester (2014)
- Das Kirschblütenfest op. 55 Kammeroper in 2 Akten nach Klabund (2015)
- Alban und die Königin op. 61 Musical (2016); Libretto: Kay Zeisberg; UA 5. Mai 2017, Weißenfels
- Klaviertrio op. 65 „Schulenburg-Trio“ (2017); UA 9. Juli 2017, Burg Apenburg[5]
- Notturno-Zum Raum wird hier die Zeit op. 66 für Englischhorn, Solo-Kontrabass, Streichquartett und Streichorchester (2015); UA 29. November 2019 Jerewan
- Selma op. 67 Poeme für Sopran, Theremin und Streicher nach einem Gedicht von Selma Meerbaum-Eisinger (2019), UA 12. September 2020, Salzwedel
- Concertino del Sestetto op. 68 (2020); UA 26. Juni 2021, Burg Apenburg
- Trois Tangos pour Johanna op. 71 (2020)
- Die Maske des roten Todes op. 72 nach Edgar Allan Poe für Sprecher, Chor, Orgel, Violoncello und Schlagzeug (2020)
- Waldmensch op. 73 Kantate für Sprecher, Chor, Orgel, Violine, Horn und Schlagzeug nach Texten von Klabund (2021)

Seehafers Werke werden bei Breitkopf & Härtel, Verlag Neue Musik Berlin und dem Musikverlag Ries & Erler verlegt.

## Auszeichnungen
- 1981: Mendelssohn-Stipendium
- 1987: Erich-Weinert-Medaille
- 2005: Romanik-Preis
- 2010: Gellert-Preis